# Bulbophyllum zambalense
Bulbophyllum zambalense là một loài phong lan thuộc chi Bulbophyllum.